# الأمل والمطاردات الخطرة الأخرى (كتاب)
الأمل والمطاردات الخطرة الأخرى هو الكتاب الأول للكاتبة المغربية الأمريكية ليلى العلمي. وُصف الكتاب بأنه رواية؛ إذ يضم سلسلة مترابطة من القصص القصيرة أو القصص الخيالية. نُشر الكتاب لأول مرة في الولايات المتحدة، ويناقش الهجرة واسعة النطاق من شمال إفريقيا إلى أوروبا من خلال حياة أربع شخصيات مغربية: رجلان وامرأتان.

## ملخص
يتكلم الكتاب عن حياة مجموعة من المهاجرين المغاربة الشباب الذين يسعون إلى حياة أفضل في إسبانيا ويعبرون مضيق جبل طارق على متن قارب نجاة. وعندما يقترب القارب بالقرب من الشاطئ، لا يكون أمام الجميع إلا النجاة بأنفسهم. يروي الكتاب حياة أربعة من الركاب: رجلين وامرأتين، مراد، وعزيز، وحليمة مع أطفالها الثلاثة الصغار، وفاتن. يعرض الكتاب حياتهم قبل الرحلة ولماذا اختاروا طريق الهجرة الخطير.
قالت ليلى العلمي أنها استلهمت الفكرة من مقال في لوموند عن بعض المهاجرين المغاربة.

## شعبية الكتاب
وصفت كارولين سي الكتاب في واشنطن بوست بأنه "رواية صغيرة رائعة وجميلة". وقالت بانكاج ميشرا التي كتبت فينيويورك ريفيو أوف بوكس إن ليلى العلمي تكتب عن وطنها من دون حنين المغتربين المنغمسين في أنفسهم والذي غالبًا ما يكون متعاليًا.
قالت مراجعات كيركس أن الكتاب كان طموحًا وانسيابيًا ولكنه مثير للإعجاب، ويمكن أن يكون هذا بمثابة مقدمة لمجموعة مهمة من الأعمال. " 
وصفته دار النشر الأسبوعية بأنه أقل من رواية وأقرب إلى مجموعة صور مفصلة بدقة، كما يعطي هذا الكتاب للغرباء لمحة عن بعض طبقات المجتمع المغربي واليأس الذي يكمن وراء العديد في حياتهم العادية.
قالت الناقدة ليزا مارشي في مقال نُشر عام 2014 إن الكتاب "بُني بحكمة، حيث يسافر الكاتب بثقة بين الإعدادات الزمنية والمناطق الجغرافية ليكشف تدريجياً عن أنساب مشروع هجرة كل شخصية".

## الأفكار
تقول ليزا مارشي إن مجموعة القصص في الكتاب تسلط الضوء على الهشاشة الاقتصادية، والتخفي الاجتماعي، وهشاشة المهاجرين التي لا جدال فيها".
تقدم القصص نظرة معقدة لطبيعة الهوية "المسلمة" للعديد من هؤلاء المهاجرين.